# Верховна Рада Республіки Узбекистан
Верховна Рада Республіки Узбекистан (узб. Oʻzbekiston Respublikasi Oliy Kengashi) — найвищий законодавчий і представницький орган державної влади Республіки Узбекистан з моменту здобуття незалежності 31 серпня 1991 року по 25 грудня 1994 року — до проведення перших в історії незалежної Узбекистану парламентських виборів і встановлення нового національного парламенту — Олій Мажліса (Вищих зборів) Республіки Узбекистан — однопалатного парламенту (став двопалатним за підсумками конституційного референдуму 2002 року). Верховна Рада Республіки Узбекистан, як і її попередниця — Верховна Рада Узбецької РСР, була однопалатною, складалася з 500 народних депутатів різних національностей, обраних з усіх регіонів республіки. Відомий як парламент (останній, 12-е скликання), який оголосив про незалежність Узбекистану 31 серпня 1991 року. Також в історії відомий як важливий урядовий орган у встановленні незалежності і перших років після здобуття незалежності республікою.
До моменту проголошення незалежності Узбекистану 31 серпня 1991 року, головою Верховної Ради Узбекистану з 12 червня 1991 року був Шавкат Юлдашев, який пропрацював на цій посаді до 1993 року.